# جيني (مغنية)
تشوي يون جين، المعروفة مهنيًا بإسم جيني (بالكورية: 최윤진)‏ هي مغنية وممثلة كورية جنوبية، ولدت يوم 16 أبريل 2004 في بوسان في كوريا الجنوبية.

## روابط خارجية
- JINI على موقع IMDb (الإنجليزية)
- JINI على موقع ميوزك برينز (الإنجليزية)